# Edwin Norris
Edwin Norris, född 24 oktober 1795 i Taunton, Somerset, död 10 december 1872, var en engelsk assyriolog.
Norris var hederssekreterare vid Royal Asiatic Society of Great Britain and Ireland och lämnade värdefulla avhandlingar till detta samfunds "Transactions", utarbetade A Grammar of the Fulah Language och A Grammar of the Bornu or Kanuri Language (1853), biträdde Henry Creswicke Rawlinson vid utgivandet av "Cuneiform Inscriptions of Western Asia" samt framstod som en flitig och skarpsinnig kilskriftsforskare även i sitt ofullbordade arbete Assyrian Dictionary (tre band, 1868–72), en ordbok som saknar föregångare.